# Bruno Timm (Kameramann)
Bruno Timm (* 10. Juni 1902 in Berlin; † 15. Dezember 1972 ebenda) war ein deutscher Kameramann.
Timm begann nach seinem Schulabschluss Anfang Juni 1920 als Volontär bei der Produktionsfirma Decla-Bioskop. Als untergeordneter Kameramann wirkte er bei Fritz Langs Klassikern Der müde Tod (1921) und Die Nibelungen (1922/24) mit. Ab 1926 war er mehrmals Co-Chefkameramann  zusammen mit Otto Kanturek.
Nach dessen Emigration 1933 wirkte er meist alleinverantwortlich. Timm fotografierte Musikkomödien, Abenteuerfilme mit Harry Piel und andere Unterhaltungsfilme. Von 1939 an war er Kriegsteilnehmer. Erst ab 1949 konnte er seinen Beruf wieder ausüben. Mit Liane, das Mädchen aus dem Urwald gelang ihm 1956 sein größter Erfolg.

## Filmografie
- 1926: Die versunkene Flotte
- 1928: Die Frau auf der Folter
- 1929: Unschuld (Die kleine Veronika)
- 1929: Das Land ohne Frauen
- 1931: Die Blumenfrau von Lindenau (nach der Komödie Sturm im Wasserglas von Bruno Frank)
- 1932: Mädchen zum Heiraten
- 1932: Zwei in einem Auto
- 1932: Der Orlow
- 1932: Moderne Mitgift
- 1932: Flucht nach Nizza
- 1933: Ein Lied für Dich
- 1933: Muß man sich gleich scheiden lassen
- 1933: Der Zarewitsch
- 1934: Die große Chance
- 1934: Zwischen zwei Herzen
- 1934: Schützenkönig wird der Felix
- 1934: Die vier Musketiere
- 1934: Grüß’ mir die Lore noch einmal
- 1935: Leichte Kavallerie
- 1935: Der Himmel auf Erden
- 1935: Königstiger
- 1935: Vergiß mein nicht
- 1936: Spiel an Bord
- 1936: Soldaten - Kameraden
- 1937: Pan
- 1937: Nachtwache im Paradies
- 1938: Menschen, Tiere, Sensationen
- 1938: Stärker als die Liebe
- 1938: Ballade
- 1939: Grenzfeuer
- 1939: Wenn Männer verreisen
- 1949: Madonna in Ketten
- 1949: Gesucht wird Majora
- 1951: Der Tiger Akbar
- 1952: Du bist die Rose vom Wörthersee
- 1953: Damenwahl
- 1953: Hollandmädel
- 1953: Der keusche Josef
- 1953: Bezauberndes Fräulein
- 1953: Liebeserwachen
- 1954: Die schöne Müllerin
- 1955: Urlaub auf Ehrenwort
- 1955: Oberwachtmeister Borck
- 1956: Liane, das Mädchen aus dem Urwald
- 1956: Das Liebesleben des schönen Franz
- 1958: Das gab’s nur einmal
- 1961: Vom Erzeuger zum Verbraucher